# The High Road
The High Road —en español: «El largo camino»— es el segundo álbum de estudio de la cantante estadounidense Pop/R&B JoJo. Fue publicado el 17 de octubre de 2006 en Estados Unidos debutando en el número tres de la Billboard 200 y número doce de la Canadian Albums Chart y fue certificado oro por CRIA en enero de 2007.
El álbum contó con tres sencillos; «Too Little Too Late», «How to Touch a Girl» y «Anything», siendo el primero el que registró una mayor venta digital en su primera semana.

## Antecedentes
Luego del éxito de su primer álbum JoJo, la cantante quiso grabar nuevas canciones para lo que sería su segundo álbum de estudio, la grabación incluyó a los productores; Eivan "Ricco" Bj (Productor ejecutivo), Vincent Herbert, Josh Alexander, Beau Dozier, Ryan Leslie, J. R. Rotem, Matthew Gerrard, Soulshock & Karlin, Stargate, Billy Steinberg, Peter Stengaard, Scott Storch, Swizz Beatz, Justin Trugman y Bernard "Focus" Edwards. 
Luego se informó en entrevistas, que para el álbum, fueron grabadas cerca de treinta canciones.

## Promoción

### Sencillos

#### Too Little Too Late
Artículo Principal: Too Little Too Late
«Too Little Too Late» fue lanzado como el primer sencillo del álbum el 15 de agosto de 2006. El sencillo fue un éxito en las listas principales de Reino Unido y Estados Unidos, de esta última, dio el salto más grande en su segunda semana de permanencia en la Billboard Hot 100, moviéndose del lugar 66 al número 3. 
El sencillo fue promocionado en diferentes programas de televisión como; MTV´ TRL y Sessions@AOL.

#### How to Touch a Girl
Artículo Principal: How to Touch a Girl
«How to Touch a Girl» fue lanzado oficialmente el 14 de noviembre de 2006 en la tienda iTunes, este luego de que se lanzaran en la tienda tres Snippets de las canciones; «This Time», «The Way You Do Me», y «Let It Rain». La canción no fue un éxito en la Hot 100, pero ingresó a la entonces Billboard Pop 100 de los Estados Unidos, alcanzando el puesto 76.

#### Anything
Artículo Principal: Anything (canción de JoJo)
«Anything» fue el tercer y último sencillo en los Estados Unidos, mientras que segundo y último en Reino Unido, lanzado el 7 y 8 de mayo de 2007 respectivamente. Debutó en la posición más baja de la BBC Radio 1 en la semana siguiente del estreno. 
La cantante promocionó la canción en Reino Unido, presentándola en el club nocturno G-A-Y y también apareció en el programa televisivo GMTV.

### Tour
En 2007 realizó diferentes presentaciones y conciertos en algunas ciudades de los Estados Unidos, que fueron llamadas The High Road Tour.

## Recibimiento comercial
El álbum debutó en número tres de la Billboard 200 detrás de Press Play de Diddy y The Open Door de Evanescence, vendió 108,000 copias en su primera semana de estreno. En Europa el álbum debutó en el lugar 92.
También debutó número doce en los Canadian Albums Chart y en el puesto cuarenta y cinco del Japanese album chart y fue certificado oro por la CRIA en enero de 2007 por una venta superior a 50 000 copias. Las ventas del álbum desecharon el 70% en su segunda semana. En el Reino Unido, el álbum fue certificado plata, con las ventas de 65,799. El álbum fue certificado oro por la RIAA en diciembre de 2006.
Por razones desconocidas el álbum fue sacado de ITunes en abril de 2009.

## Listado de canciones
- Edición estándar

| The High Road |                                                                                     |                                                  |          |  |
| N.º           | Título                                                                              | Productor(es)                                    | Duración |  |
| 1.            | «This Time» (Sean Garrett, Scott Storch, Jermaine Dupri)                            | Scott Storch                                     | 03:28    |  |
| 2.            | «The Way You Do Me» (Garrett, Swizz Beatz, Jermaine Dupri)                          | Swizz Beatz                                      | 03:13    |  |
| 3.            | «Too Little Too Late» (Billy Steinberg, Josh Alexander, Ruth-Anne Cunningham)       | Josh Alexander, Vincent Herbert, Billy Steinberg | 03:41    |  |
| 4.            | «The High Road» (Bridget Benenate, Jonathan Rotem, Matthew Gerrard)                 | J. R. Rotem                                      | 03:50    |  |
| 5.            | «Anything» (Beau Dozier, Mischke Butler, Justin Trugman, David Paich, Jeff Porcaro) | Beau Dozier, Justin Trugman                      | 03:49    |  |
| 6.            | «Like That» (Corey Latif Williams, Ryan Leslie)                                     | Ryan Leslie                                      | 03:48    |  |
| 7.            | «Good Ol» (Edwin "Lil Eddie" Serrano, Francci, Lisa Simmons)                        | Soulshock & Karlin                               | 04:08    |  |
| 8.            | «Coming for You» (Edwin "Lil Eddie" Serrano, Francci, Karlin, Simmons)              | Soulshock & Karlin                               | 03:30    |  |
| 9.            | «Let It Rain» (Makeba Riddick, Mikkel S. Eriksen, Tor Erik Hermansen)               | Stargate                                         | 03:47    |  |
| 10.           | «Exceptional» (Diane Warren)                                                        | Peter Stengaard                                  | 03:43    |  |
| 11.           | «How to Touch a Girl» (Billy Steinberg, Josh Alexander, Joanna "JoJo" Levesque)     | Billy Steinberg                                  | 04:27    |  |
| 12.           | «Note to God» (Warren)                                                              | Peter Stengaard                                  | 04:27    |  |

| The High Road (Internacional Bonus Tracks) |                                            |                                                       |                                       |          |  |
| N.º                                        | Título                                     | Escritor(es)                                          | Producer(s)                           | Duración |  |
| 13.                                        | «Do Whatcha Gotta Do»                      | Bernard Edwards, Jr., Levesque                        | Focus for a-FOC.aliptic               | 4:29     |  |
| 14.                                        | «I Can Take You There»                     | Dozier                                                | Dozier                                | 4:52     |  |
| 15.                                        | «Too Little Too Late» (Versión en español) | Billy Steinberg, Josh Alexander, Ruth-Anne Cunningham | Alexander, Vincent Herbert, Steinberg | 3:41     |  |

## Rankings

### Semanales
| País              | Medio u organización publicadora | Ranking         | Posición | Ref.   |
| ----------------- | -------------------------------- | --------------- | -------- | ------ |
| América           |                                  |                 |          |        |
| Canadá            | Billboard                        | Canadian Albums | 12       |        |
| Estados Unidos    | Billboard                        | Billboard 200   | 3        | [ 5 ]  |
| Asia              |                                  |                 |          |        |
| Japón             | Oricon                           | Top 100 álbumes | 5        | [ 6 ]  |
| Europa            |                                  |                 |          |        |
| Bélgica (Flandes) | Ultratop                         | Top 100 álbumes | 94       | [ 7 ]  |
| Reino Unido       | OCC                              | Top 100 álbumes | 24       | [ 5 ]  |
| Suiza             | Swiss Music Charts               | Top 100 álbumes | 96       | [ 8 ]  |
| Europa            | Billboard                        | Top 100 álbumes | 10       | [ 9 ]  |
| Oceanía           |                                  |                 |          |        |
| Australia         | ARIA                             | Top 50 álbumes  | 12       | [ 10 ] |

## Certificaciones
| País              | Organismo certificador | Certificación | Ventas certificadas | Simbolización | Ref.          |
| ----------------- | ---------------------- | ------------- | ------------------- | ------------- | ------------- |
| América del Norte |                        |               |                     |               |               |
| Canadá            | CRIA                   | Disco de oro  | 80 000              |               | [ 11 ]        |
| Estados Unidos    | RIAA                   | Disco de oro  | 500 380             |               | [ 12 ] [ 13 ] |
| Europa            |                        |               |                     |               |               |
| Reino Unido       | BPI                    | Disco de oro  | 100 000             |               | [ 14 ]        |

## Historial de lanzamientos
| País o estado              | Fecha                   | Sello                  | Edición(es)      | Ref.   |
| -------------------------- | ----------------------- | ---------------------- | ---------------- | ------ |
| Historial de publicaciones |                         |                        |                  |        |
| Estados Unidos             | 17 de octubre de 2006   | Da Family, Blackground | Estándar         |        |
| Reino Unido                | 6 de noviembre de 2006  | Da Family, Blackground | UK edition       |        |
| Suecia                     | 13 de noviembre de 2006 | Da Family, Blackground | Estándar         | [ 15 ] |
| Dinamarca                  | 13 de noviembre de 2006 | Da Family, Blackground | Estándar         | [ 16 ] |
| Finlandia                  | 13 de noviembre de 2006 | Da Family, Blackground | Estándar         | [ 17 ] |
| Australia                  | 18 de noviembre de 2006 | Da Family, Blackground | Estándar         |        |
| Alemania                   | 20 de noviembre de 2006 | Da Family, Blackground | Estándar         |        |
| Japón                      | 6 de diciembre de 2006  | Da Family, Blackground | Japanese edition |        |
| México                     | 19 de febrero de 2007   | Da Family, Blackground | Estándar         | [ 18 ] |